# NGC 5698
NGC 5698 (również PGC 52251 lub UGC 9419) – galaktyka spiralna z poprzeczką (SBb), znajdująca się w gwiazdozbiorze Wolarza. Odkrył ją William Herschel 16 maja 1787 roku. Jest zaliczana do radiogalaktyk.
W galaktyce tej zaobserwowano supernową SN 2005bc.